# فيسنتي بيكر
فيسنتي بيكر (بالإسبانية: Vicente Piquer)‏ هو مدرب كرة قدم ولاعب كرة قدم إسباني في مركز الدفاع، ولد في 24 فبراير 1935 في الغار في إسبانيا، وتوفي في 1 مارس 2018. شارك مع منتخب إسبانيا ب لكرة القدم ‏ ومنتخب إسبانيا لكرة القدم. أما مع النوادي، فقد لعب مع فالنسيا ميستايا ونادي فالنسيا.

## وصلات خارجية
- فيسنتي بيكر على موقع قاعدة بيانات كرة القدم.إي يو (الإنجليزية)
- فيسنتي بيكر على موقع ناشيونال فوتبول تيمز (الإنجليزية)